# كلير إبستاين
كلير إبستاين (بالعبرية: קלר אפשטין‏) هي عالمة آثار إسرائيلية، ولدت في 18 سبتمبر 1911 في لندن في المملكة المتحدة، وتوفيت في 18 أغسطس 2000.